# Circonscription Woreda 15
La circonscription Woreda 15 est une des 23 circonscriptions législatives de la ville-région d'Addis-Abeba. Son représentant élu en 2005 est Tsehey Taddese.